# Дельбек, Альбер
Альбе́р Дельбе́к (фр. Albert Delbecque) — бельгийский футболист, бронзовый призёр летних Олимпийских игр 1900.
На Играх 1900 в Париже Дельбек входил в состав бельгийской команды. Его сборная, проиграв в единственном матче Франции, заняла третье место и получила бронзовые медали.